# Bokermannohyla ravida
Espèce
Synonymes
- Hyla fernandoi Pombal & Haddad, 1993
- Hyla ravida Caramaschi, Napoli & Bernardes, 2001

Statut de conservation UICN

 DD  : Données insuffisantes
Bokermannohyla ravida est une espèce d'amphibiens de la famille des Hylidae.

## Répartition
Cette espèce est endémique de l'État du Minas Gerais au Brésil. Elle se rencontre vers 950 m d'altitude dans la municipalité de Presidente Olegário,.

## Publication originale
- Caramaschi, Napoli & Bernardes, 2001 : Nova espécie do grupo de Hyla circumdata (Cope, 1870) do Estado de Minas Gerais, Brasil (Amphibia, Anura, Hylidae). Boletim do Museu Nacional, Nova Série, Zoologia, vol. 457, p. 1-11 (texte intégral).